# Simon Bolivar (1979)
Simon Bolivar – trójmasztowy bark zwodowany w roku 1979 w hiszpańskiej stoczni Celaya w Bilbao, dł. 82,4 m, pow. ożaglowania 1850 m², 1024 BRT. Pływa pod banderą Wenezueli jako żaglowiec szkolny marynarki wojennej. Na dziobie galion przedstawiający alegorię wenezuelskiej Niepodległości. Nazwa żaglowca pochodzi od południowoamerykańskiego bohatera walk o niepodległość Simona Bolivara.
W swej pierwszej podróży oceanicznej w roku 1980 odwiedził Europę, w 1983 roku brał udział w paradzie żaglowców z okazji 300-lecia Filadelfii, a w roku następnym w pierwszych w swej historii regatach wielkich żaglowców na trasie Bermudy − Halifax.